# CB Breogán
Maillots
Le Club Baloncesto Breogán, ou Breogán, est un club espagnol de basket-ball basé à Lugo. Le club évolue lors de la saison 2021-2022 en Liga ACB, la première division du championnat d'Espagne.

## Entraîneurs
- 1997-1998 :  José Luis Abós
- 2008-2009 :  Sergio Valdeolmillos
- 2021-2022 :  Paco Olmos
- depuis 2022 :  Veljko Mršić

## Palmarès
- Champion LEB (2e division) : 1974-1975, 1998-1999, 2017-2018, 2020-2021
- Champion de la Coupe del Príncipe: 2007-2008, 2017-2018, 2020-2021
- 14 fois Champions de la Coupe de la Galice

## Joueurs célèbres ou marquants
- Jorge Racca
- Sabahudin Bilalović
- Džanan Musa
- Velimir Perasović
- Santi Abad
- Alfonso Albert
- Juanmi Alonso
- Alfons Alzamora
- José Miguel Antúnez
- Nacho Biota
- Manuel Bosch
- José Manuel Cabezudo
- Carlos Gil
- Ricardo González
- Sergio Luyk
- Alfonso Martínez
- Jacobo Odriozola
- Nacho Ordín
- Javi Rodríguez
- Alfonso Reyes
- Joaquín Ruiz Lorente
- Manel Sánchez
- Antonio Sacedo
- César Sanmartín
- Jeff Allen
- Rick Hughes
- Tanoka Beard
- Charlie Bell
- Anthony Bonner
- Devin Davis
- Malik Dixon
- James Donaldson
- Greg Foster
- Marco Carraretto
- Michael Mokongo
- Haukur Pálsson
- Nebojša Bogavac
- Daniel Clark
- Óscar Peña
- Alfredo Pérez
- Bob Fullarton
- Kenny Green
- Claude Gregory
- Art Housey
- Winfred King
- Tharon Mayes
- George Singleton
- Linton Townes
- Harper Williams
- Jimmy Wright
- Óscar Cervantes
- Tito Díaz
- Juanfra Garrido
- Joseph Gomis
- Kaspars Cipruss
- Andrea Pecile
- Sacha Giffa
- Nikola Lončar
- Vladimir Petrović
- Torgeir Bryn
- William Phillips
- Đuro Ostojić
- Rubén Garcés
- Pete Mickeal
- Ken Orange
- Sam Pellom
- Claude Riley

## Noms successifs
- 2002 - 2011 : Leite Río Breogán
- 1988 - 1994 : DYC
- 1986 - 1987 : Leche Río
- 1985 - 1986 : Caixa Galicia